# Nueva Loja
Nueva Loja, zumeist jedoch Lago Agrio genannt (obwohl dies offiziell nur die Bezeichnung des zugehörigen Kantons ist), ist die Hauptstadt der ecuadorianischen Provinz Sucumbíos sowie die einzige Parroquia urbana im Kanton Lago Agrio. Die Parroquia besitzt eine Fläche von etwa 330 km². Beim Zensus 2010 wurden in der Parroquia 57.727 Einwohner gezählt. Davon lebten 48.562 im Stadtgebiet von Nueva Loja.

## Lage
Die Parroquia Nueva Loja liegt im Amazonastiefland im Nordosten von Ecuador. Die Längsausdehnung in Nord-Süd-Richtung beträgt etwa 30 km. Sie reicht im Norden bis an die kolumbianische Grenze. Der Süden der Parroquia wird vom Río Aguarico in östlicher Richtung durchflossen. Die nördliche Grenze bildet der Río San Miguel. Die 300 m hoch gelegene Stadt Nueva Loja befindet sich etwa 3 km nördlich vom Río Aguarico.

## Allgemeines
Die Stadt wurde um 1970 als Stützpunkt für die neu erschlossenen Ölfelder der Umgebung gegründet. Nach Probebohrungen im Ölfeld Lago Agrio I, das von Arbeitern der Texaco nach dem Firmensitz Sour Lake in Texas benannt worden war, und dem Bau der ersten Pipeline begann 1972 die reguläre Ölförderung. In dieser Zeit wurden von der ecuadorianischen Regierung vor allem Bewohner der südlichen Andenregion Ecuadors, insbesondere der Provinz Loja, in der Dürre herrschte, bei Übersiedlung nach Lago Agrio unterstützt. Aus der Ansiedlung der Erdölarbeiter und der übrigen Siedler entstand die Stadt Nueva Loja, die bereits 1979 Hauptstadt des neu eingerichteten Kantons Lago Agrio und 1989 Hauptstadt der neuen Provinz Sucumbíos wurde.
Durch die Erdölförderung und die Besiedlung hat der ursprünglich vorhandene tropische Regenwald stark gelitten bzw. wurde großflächig vernichtet. Die Umgebung von Nueva Loja hat durch die Ölkatastrophe im nördlichen Amazonastiefland Ecuadors große Umweltschäden aufzuweisen, die Bodenqualität hat sich z. T. extrem stark verschlechtert (Bodendegradation), insbesondere aufgrund von Verschmutzung durch Erdöl oder Erdölrückstände. Die vor der Erdölprospektion und Ansiedlung in der Region lebenden indigenen Gemeinschaften der Cofán haben sich in entlegenere Regionen zurückgezogen.

## Geschichte
Die Pre-Cooperativa Agrícola "Nueva Loja" wurde am 26. Dezember 1969 gegründet. Am 5. Mai 1971 wurde die Parroquia gegründet. Am 20. Juni 1979 wurde der Kanton Lago Agrio eingerichtet und Nueva Loja wurde als Parroquia urbana Sitz der Kantonsverwaltung. Am 13. Februar 1989 wurde schließlich die Provinz Sucumbíos gegründet und Nueva Loja Sitz der Provinzregierung. Am 27. Februar 2012 wurde der nordöstliche Teil der Parroquia ausgegliedert und bildet nun die neu geschaffene Parroquia 10 de Agosto.

## Verkehr
Im Osten der Stadt befindet sich der Flughafen Nueva Loja (IATA: LGQ; ICAO: SENL). Die Fernstraßen E10 (Tulcán–Puerto El Carmen de Putumayo), E45 (Baeza–General Farfán) und E45A (Nova Loja–Puerto Francisco de Orellana) kreuzen sich in Nueva Loja.

## Söhne und Töchter der Stadt
- Ángela Tenorio (* 1996), Sprinterin
- Antonio Valencia[1] (* 1985), Fußballspieler